# Kantjärn (trädgårdsskötsel)

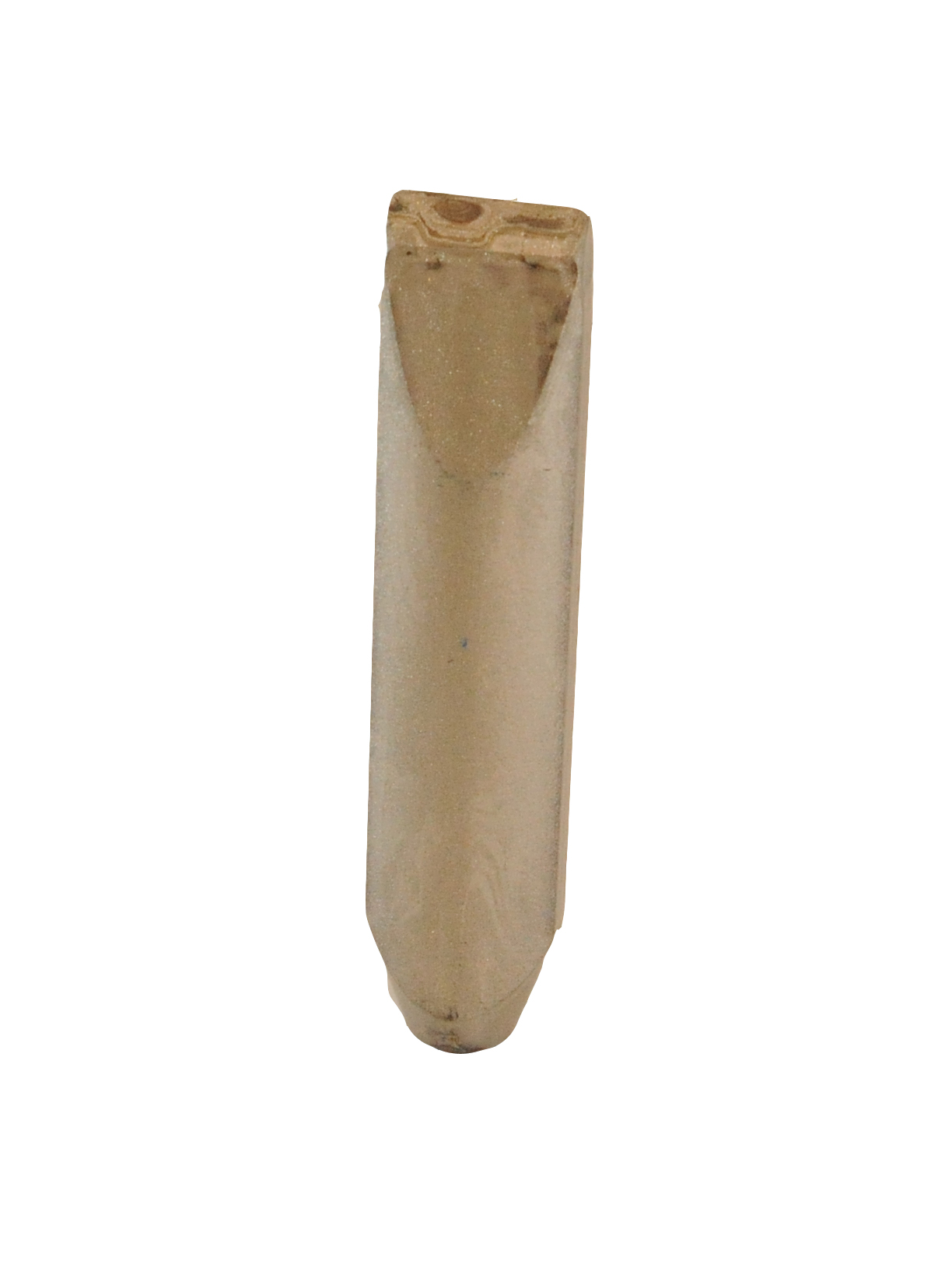
Ett kantjärn.

Ett kantjärn är ett verktyg för trädgårdsskötsel för att gränsa av mellan två områden. Oftast är kantjärnet av metall och ser ut som en smal planka som sätts ner i jorden. Områden som ska avgränsas från varandra kan vara t.ex. en rabatt, gräsmatta och grusgång. Det görs till största del för att inte gräs ska börja växa på andra sidan kantjärnet. 
Kantjärn kan också användas i dekorativa syften i trädgården för att t.ex. avgränsa mellan två olika storlekar på sten.